# La vida World Tour
La vida World Tour o La vida Tour Mundial, es la gira de conciertos del cantante colombiano Juanes que se extiende durante todo el año 2008 por diferentes países del mundo, entre los que se destacan Alemania, Estados Unidos, España, China, Japón, Colombia, Rusia, Marruecos, Países Bajos, Argentina, Chile, Reino Unido, Bélgica y México, entre otros convirtiéndose hasta el momento en la gira más larga y productiva de un artista latino que canta solo música en español.
Hasta el momento ya se han confirmado 105 fechas alrededor del mundo, sin embargo aun faltan varias por confirmar en diferentes países.
La Vida World Tour, es conocida como las más reciente, y también las más larga y productiva gira de Juanes
El Tour se comenzó en marzo de 2008 con conciertos en Connecticut Y el Madison Square Garden, de Nueva York, para posteriormente programar otros 31 conciertos tan solo en Estados Unidos, todos con llenos totales y entradas agotadas antes de los conciertos. El segundo país visitado fue Marruecos, en donde dio un multitudinario concierto.
Luego llegó a Valladolid, en donde se lució por primera vez en su touur un el país español y posteriormente visitó Japón, en donde dio 2 conciertos con sus miles de fanes en el país asiático.
En junio, Juanes empezó oficialmente su gira por Europa, donde perduró varios meses y dio más de 30 conciertos, ya habiéndose presentado en el Hammersmith Apollo de Londres, concierto al que asistieron más de 35 mil personas.
Después se dirigió a Latinoamérica, en donde ofreció más de 40 fechas destacando la presentación de juanes en un concierto gratuito en su ciudad natal Medellín, Colombia el 19 de diciembre ante 100.000 personas, el cual creó gran expectativa. Además de otros lugares del mundo como Rusia, Sudáfrica, Indonesia y Hong Kong en China, en donde se rumoreaba que la gira podría llegar en finales del 2008 o a principios del 2009. Finalmente el rumor terminó cuando Juanes dio a conocer que en el único país de los cuales estaban dentro del rumor que tendría presentaciones seria Rusia en donde daría dos conciertos el 12 de septiembre y el 13 de septiembre de 2008. 

## Repertorio de canciones
(Introducción al recital)
1.- A Dios le pido
2.- La paga
3.- Mala gente
4.- Clase de amor
5.- La noche
6.- Fotografía (ft. Nelly Furtado)
7.- Ámame
8.- No creo en el jamás
9.- Volverte a ver
10.- Gotas de agua dulce
11.- Bailala
12.- Bandera de manos
13.-Me enamora
14.- Hoy me voy
15.-Es por ti
16.- La camisa negra
17.- Difícil
18.-Tres
19.- Para tu amor
20.- Odio por amor
21.-Nada valgo sin tu amor

## Fechas del tour
| Norteamérica            |                            |                      |                                                        |
| Fecha                   | Ciudad                     | País                 | Lugar                                                  |
| 5 de marzo de 2008      | Connecticut                | Estados Unidos       | -----                                                  |
| 6 de marzo de 2008      | Nueva York                 | Estados Unidos       | Madison Square Garden                                  |
| 8 de marzo de 2008      | Atlantic City              | Estados Unidos       | Mark G. Etess Arena                                    |
| 14 de marzo de 2008     | San Juan                   | Puerto Rico          | -----                                                  |
| 15 de marzo de 2008     | San Juan                   | Puerto Rico          | -----                                                  |
| 16 de marzo de 2008     | San Juan                   | Puerto Rico          | -----                                                  |
| Marzo 30 2008           | Washington D.C.            | Estados Unidos       | Patriot Center                                         |
| Abril 2 2008            | Chicago                    | Estados Unidos       | Allstate arena                                         |
| Abril 5 2008            | San Antonio                | Estados Unidos       | AT&T Center                                            |
| Abril 6 2008            | Laredo                     | Estados Unidos       | Laredo Enterteiment Center                             |
| Abril 9 2008            | Atlanta                    | Estados Unidos       | Gwinnett Arena                                         |
| Abril 12 2008           | Miami                      | Estados Unidos       | American Airlines Arena                                |
| Abril 13 2008           | Orlando                    | Estados Unidos       | Amway Arena                                            |
| Abril 17 2008           | Houston                    | Estados Unidos       | Toyota Center                                          |
| Abril 18 2008           | Dallas                     | Estados Unidos       | American Airlines Arena                                |
| Abril 19 2008           | McAllen                    | Estados Unidos       | Dodge Arena                                            |
| Abril 20 2008           | McAllen                    | Estados Unidos       | Dodge Arena                                            |
| Abril 21 2008           | McAllen                    | Estados Unidos       | Dodge Arena                                            |
| Abril 23 2008           | El Paso                    | Estados Unidos       | El Coliseo                                             |
| Abril 24 2008           | Albuquerque                | Estados Unidos       | -----                                                  |
| Abril 25 2008           | Denver                     | Estados Unidos       | Magness Arena                                          |
| Abril 27 2008           | Phoenix                    | Estados Unidos       | AVA                                                    |
| Abril 24 2008           | Fresno                     | Estados Unidos       | Save Mart Center                                       |
| 2 de mayo de 2008       | Las Vegas                  | Estados Unidos       | Mandalay Bay Center                                    |
| 3 de mayo de 2008       | San Diego                  | Estados Unidos       | San Diego arena                                        |
| 4 de mayo de 2008       | San Diego                  | Estados Unidos       | San Diego arena                                        |
| Mayo 7 2008             | Los Ángeles                | Estados Unidos       | Nokia Theatre                                          |
| Mayo 9 2008             | Los Ángeles                | Estados Unidos       | Nokia Theatre                                          |
| Mayo 10 2008            | Los Ángeles                | Estados Unidos       | Nokia Theatre                                          |
| Mayo 11 2008            | Los Ángeles                | Estados Unidos       | Nokia Theatre                                          |
| Mayo 14 2008            | Palm Desert                | Estados Unidos       | Fantasy Casino                                         |
| Mayo 16 2008            | San José                   | Estados Unidos       | HP Pavillion                                           |
| Mayo 18 2008            | Sacramento                 | Estados Unidos       | Arco Arena                                             |
| África                  |                            |                      |                                                        |
| Fecha                   | Ciudad                     | País                 | Lugar                                                  |
| Mayo 23 2008            | Rabat                      | Marruecos            | Mawazine Festival                                      |
| Europa                  |                            |                      |                                                        |
| Fecha                   | Ciudad                     | País                 | Lugar                                                  |
| Mayo 24 2008            | Valladolid                 | España               | Latino Spain                                           |
| Asia                    |                            |                      |                                                        |
| Fecha                   | Ciudad                     | País                 | Lugar                                                  |
| Mayo 26 2008            | Tokio                      | Japón                | Tokio Arena                                            |
| Mayo 29 2008            | Yokohama                   | Japón                | -----                                                  |
| Europa                  |                            |                      |                                                        |
| Fecha                   | Ciudad                     | País                 | Lugar                                                  |
| Junio 2 2008            | Londres                    | Reino Unido          | Hammersmith apollo                                     |
| Junio 4 2008            | Berlín                     | Alemania             | Citadel                                                |
| Junio 5 2008            | Colonia                    | Alemania             | Palladium                                              |
| Junio 6 2008            | Núremberg                  | Alemania             | -----                                                  |
| Junio 7 2008            | Werchter                   | Bélgica              | TW classic                                             |
| Junio 8 2008            | Eiffel                     | Alemania             | Rock Am Ring                                           |
| Junio 10 2008           | Ámsterdam                  | Países Bajos         | Heiniken music                                         |
| Junio 11 2008           | París                      | Francia              | Zenith                                                 |
| Junio 12 2008           | Lyon                       | Francia              | La Halle TG                                            |
| Junio 14 2008           | Burdeos                    | Francia              | Patinoire Meriadeck                                    |
| Junio 16 2008           | Lisboa                     | Portugal             | Atlántico Pavilion                                     |
| Junio 17 2008           | Oporto                     | Portugal             | Coliseo de Porto                                       |
| 18 de junio de 2008     | Cáceres                    | España               | -----                                                  |
| 19 de junio de 2008     | Zaragoza                   | España               | -----                                                  |
| Junio 21 2008           | León                       | España               | -----                                                  |
| 22 de junio de 2008     | Pamplona                   | España               | -----                                                  |
| 24 de junio de 2008     | Barcelona                  | España               | Palau Sant Jordi                                       |
| 26 de junio de 2008     | Madrid                     | España               | -----                                                  |
| 2 de junio de 2008      | La Coruña                  | España               | -----                                                  |
| Junio 29 2008           | Gijón                      | España               | -----                                                  |
| Julio 1 2008            | Valencia                   | España               | -----                                                  |
| Julio 3 2008            | Albacete                   | España               | -----                                                  |
| Julio 5 2008            | Málaga                     | España               | Auditorio Municipal                                    |
| 7 de julio de 2008      | Palma de Mallorca          | España               | Plaza de toros                                         |
| 9 de julio de 2008      | Granada                    | España               | -----                                                  |
| 11 de julio de 2008     | Las Palmas de Gran Canaria | España               | -----                                                  |
| 13 de julio de 2008     | Santa Cruz de Tenerife     | España               | Estadio Heliodoro Rodríguez López                      |
| 15 de julio de 2008     | Hamburgo                   | Alemania             | -----                                                  |
| 16 de julio de 2008     | Hannover                   | Alemania             | -----                                                  |
| 18 de julio de 2008     | Stuttgart                  | Alemania             | -----                                                  |
| 19 de julio de 2008     | Friburgo de Brisgovia      | Alemania             | -----                                                  |
| 20 de julio de 2008     | Locarno                    | Suiza                | Piazza Grande                                          |
| 23 de julio de 2008     | Alemania                   | Alemania             | -----                                                  |
| 25 de julio de 2008     | Milán                      | Italia               | Datch Forum                                            |
| 26 de julio de 2008     | Mónaco                     | Mónaco               | Sporting Club                                          |
| 28 de julio de 2008     | Copenhague                 | Dinamarca            | Vega House of music                                    |
| 29 de julio de 2008     | Estocolmo                  | Suecia               |                                                        |
| Norteamérica            |                            |                      |                                                        |
| Fecha                   | Ciudad                     | País                 | Lugar                                                  |
| 9 de agosto de 2008     | Los Ángeles                | Estados Unidos       |                                                        |
| Europa                  |                            |                      |                                                        |
| Fecha                   | Ciudad                     | País                 | Lugar                                                  |
| 3 de septiembre de 2008 | Bucarest                   | Rumania              | Sala Polivalenta                                       |
| Septiembre 10 2008      | Kiev                       | Ucrania              |                                                        |
| Septiembre 12 2008      | Moscú                      | Rusia                |                                                        |
| Septiembre 13 2008      | San Petersburgo            | Rusia                |                                                        |
| Septiembre 14 2008      | Helsinki                   | Finlandia            |                                                        |
| Latinoamérica           |                            |                      |                                                        |
| Fecha                   | Ciudad                     | País                 | Lugar                                                  |
| Septiembre 19 2008      | Barquisimeto               | Venezuela            | ---                                                    |
| Septiembre 20 2008      | Caracas                    | Venezuela            | ---                                                    |
| Septiembre 21 2008      | Caracas                    | Venezuela            | ---                                                    |
| Septiembre 23 2008      | Valencia                   | Venezuela            | Forum de Valencia                                      |
| Septiembre 24 2008      | Valencia                   | Venezuela            | Forum de Valencia                                      |
| Septiembre 26 2008      | San Cristóbal              | Venezuela            | Plaza de toros                                         |
| Septiembre 28 2008      | Maracaibo                  | ---                  |                                                        |
| Octubre 2 2008          | San José                   | Costa Rica           | Estadio Alejandro Morera Soto                          |
| Octubre 4 2008          | Ciudad de Panamá           | Panamá               | ---                                                    |
| Octubre 12 2008         | Villahermosa               | México               | ---                                                    |
| Octubre 14 2008         | Mérida                     | México               | ---                                                    |
| Octubre 17 2008         | Puebla                     | México               | ---                                                    |
| Octubre 19 2008         | Querétaro                  | México               | ---                                                    |
| Octubre 23 2008         | Ciudad de México           | México               | ---                                                    |
| Octubre 24 2008         | Ciudad de México           | México               | ---                                                    |
| Octubre 25 2008         | Aguascalientes             | México               | ---                                                    |
| Octubre 26 2008         | Durango                    | México               | ---                                                    |
| Octubre 28 2008         | Chihuahua                  | México               | ---                                                    |
| Octubre 30 2008         | Guadalajara                | México               | ---                                                    |
| Octubre 31 2008         | León                       | México               | ---                                                    |
| Noviembre 1 2008        | Monterrey                  | México               | ---                                                    |
| Noviembre 2 2008        | Torreón                    | México               | Coliseo Centenario                                     |
| Noviembre 15 2008       | Santo Domingo              | República Dominicana | Palacio de los Deportes                                |
| Noviembre 16 2008       | Santo Domingo              | República Dominicana | Palacio de los Deportes                                |
| Diciembre 8 2008        | Cali                       | Colombia             | Estadio Olímpico Pascual Guerrero                      |
| Diciembre 10 2008       | Bogotá                     | Colombia             | Coliseo El Campín                                      |
| Diciembre 11 2008       | Bogotá                     | Colombia             | Coliseo El Campín                                      |
| Diciembre 12 2008       | Bogotá                     | Colombia             | Coliseo El Campín                                      |
| Diciembre 14 2008       | Bogotá                     | Colombia             | Coliseo El Campín                                      |
| Diciembre 19 2008       | Medellín                   | Colombia             | Avenida Regional                                       |
| Diciembre 30 2008       | Cartagena                  | Colombia             | ---                                                    |
| Enero 10 2009           | Manizales                  | Colombia             | Estadio Palogrande                                     |
| Febrero 24 2009         | Viña del Mar               | Chile                | Festival Internacional de Viña del Mar, Quinta Vergara |